# Italo Zamberletti
Italo Zamberletti (Milán, 14 de marzo de 1904 - Padova, 16 de enero de 1981) fue un entrenador y jugador de fútbol profesional italiano que jugaba en la demarcación de portero.

## Biografía
Italo Zamberletti debutó como futbolista profesional con el AS Ambrosiana-Inter en 1921 a los 17 años de edad. Jugó durante seis temporadas en el club, en las que llegó a disputar 49 partidos. Ya en 1927 fue traspasado al AC Fanfulla 1874. Además jugó para el SPAL 1907, US Lecce, AS Bari, Novara Calcio y ASD Sanremese (con quien logró ascender a la Serie B) antes de irse a Francia a jugar con el Stade Rennais FC y el AS Mónaco FC, club donde se retiró como futbolista.
Posteriormente el AS Ambrosiana-Inter, club en el que debutó como futbolista, le fichó como entrenador durante la temporada 1940/1941. También entrenó al Calcio Padova, Reggina Calcio y al Calcio Lecco 1912, club en el que se retiró como entrenador.
Italo Zamberletti falleció el 16 de enero de 1981 en Padova a los 76 años de edad.

## Clubes

### Como futbolista
| Club                | País    | Año         | Partidos |
| ------------------- | ------- | ----------- | -------- |
| AS Ambrosiana-Inter | Italia  | 1921 - 1927 | 49       |
| AC Fanfulla 1874    | Italia  | 1927 - 1928 | ¿?       |
| SPAL 1907           | Italia  | 1928 - 1929 | 28       |
| US Lecce            | Italia  | 1929 - 1930 | 29       |
| AS Bari             | Italia  | 1930 - 1932 | 60       |
| Novara Calcio       | Italia  | 1932 - 1934 | 45       |
| ASD Sanremese       | Italia  | 1934 - 1937 | ¿?       |
| Stade Rennais FC    | Francia | 1937 - ¿?   | ¿?       |
| AS Mónaco FC        | Francia | ¿? - ¿?     | ¿?       |

### Como entrenador
| Club                | País   | Año         |
| ------------------- | ------ | ----------- |
| AS Ambrosiana-Inter | Italia | 1940 - 1941 |
| Calcio Padova       | Italia | 1942 - 1943 |
| Reggina Calcio      | Italia | 1949 - 1951 |
| Calcio Lecco 1912   | Italia | 1953 - 1954 |

## Palmarés
ASD Sanremese
- Serie C: 1937